# ビラル・チロール
ビラル・チロール（Bilal Çiloğlu 1998年6月16日- ）はトルコの柔道家。階級は73kg級。

## 人物
柔道は父親に勧められて11歳の時に始めたが、当時はサッカーの方に興味があったものの、全国大会で初優勝したことをきっかけに柔道に本格的に取り組むことになった。2015年の世界カデ66㎏級で5位になると、ヨーロッパジュニアでは3位となった。2017年の世界ジュニア73㎏級では決勝でアゼルバイジャンのヒダヤト・ヘイダロフに腕挫十字固で敗れるも2位になった。2018年の世界ジュニアでは決勝で塚本綾と対戦すると、技ありを先取されるも終了間際に追いつくと、GSに入ってから合技で逆転勝ちして優勝した。また、グランプリ・アガディールで優勝すると、地中海競技大会で2位になった。2019年の世界選手権では準々決勝でオリンピックチャンピオンの大野将平に腕挫十字固で敗れるなどして7位だった。グランドスラム・アブダビでは優勝した。2021年の世界選手権では準決勝でジョージアのラシャ・シャフダトゥアシビリに敗れるも3位になった。7月に日本武道館で開催された東京オリンピックでは2回戦で大野将平に横四方固で敗れた。

## 主な戦績
- 2015年 - 世界カデ　5位(66㎏級)
- 2015年 - ヨーロッパジュニア　3位(66㎏級)
- 2017年 - 世界ジュニア　2位
- 2018年 - グランプリ・アガディール　優勝
- 2018年 - 地中海競技大会　2位
- 2018年 - 世界ジュニア　優勝
- 2019年 - 世界選手権　7位
- 2019年 - グランプリ・タシュケント　3位
- 2019年 - グランドスラム・アブダビ　優勝
- 2019年 - オセアニアオープン・パース　優勝
- 2020年 - グランドスラム・パリ　5位
- 2021年 -　世界選手権　3位
- 2021年 -　ヨーロッパ選手権　団体戦　3位

(出典、JudoInside.com)